# Voyage of Time : Au fil de la vie
Pour plus de détails, voir Fiche technique et Distribution.
Voyage of Time : Au fil de la vie (Voyage of Time) est un documentaire américain écrit et réalisé par Terrence Malick et sorti en 2016.

## Synopsis
Le documentaire s'articule et se résume par trois mots simples : « The past, the present, the future » (Le passé, le présent, le futur).
Voyage of Time est,  en effet, une célébration de l'univers, se proposant d'examiner l'espace de temps qui s'écoule depuis son début jusqu'à son effondrement final. Ce film interroge tout ce qui a préparé le monde qui nous attend maintenant : la science et l'esprit, la naissance et la mort, le grand cosmos et les minuscules systèmes de vie de notre planète.
La narration est une incantation à la Vie.

## Fiche technique
- Titre original : Voyage of Time
- Titre français : Voyage of Time : Au fil de la vie
- Réalisation et scénario : Terrence Malick
- Photographie : Paul Atkins
- Montage : Rehman Nizar Ali et Keith Fraase
- Pays de production :  États-Unis
- Langue originale : anglais
- Genre : documentaire
- Durée : 90 minutes
- Dates de sortie :
  - Italie : 7 septembre 2016 (Mostra de Venise)
  - États-Unis : 7 octobre 2016
  - France : 4 mai 2017

## Distribution
- Brad Pitt, le narrateur dans la version IMAX anglaise[2]
- Cate Blanchett, la narratrice dans la version 35-millimètres anglaise[2]

## Distinction

### Sélection et nomination
- Mostra de Venise 2016 : sélection officielle

## Exploitation
Pour sa sortie en salles, le film est initialement projeté en séance unique dans toute la France le 4 mai 2017, majoritairement à 20 heures et avec quelques séances à 19 heures. Devant le succès, une deuxième projection a lieu le 29 juin 2017. Puis plusieurs séances ont lieu la semaine du 5 juillet au Studio Galande, ainsi qu'une séance par semaine dans certains cinémas UGC en juillet et en août.

## Accueil

### Accueil critique
L'accueil critique est plutôt mitigé: le site Allociné recense une moyenne des critiques presse de 3,3/5. 
Pour Serge Kaganski  des Inrockuptibles, « en fait, c'est assez simple de décrire Voyage of Time : c'est The Tree of Life sans les personnages et la fiction. [...] C'est évidemment assez beau, mais Malick aligne les belles images comme un trip à l'acide, sans jamais rien imprimer de prégnant. [...] C'est peut-être poétique (enfin, à mes oreilles, c'est surtout creux et répétitif), mais scientifiquement et philosophiquement, c'est nul. Et métaphysiquement, ça n'arrive pas à la cheville du grand singe de 2001. [...] Le panthéisme, c'est quand même autre chose que la métaphysique pour les nuls. ».
Pour Thomas Sotinel du Monde, depuis Tree of Life Terrence Malick « a poursuivi son itinéraire mystique, laissant loin derrière lui le souci de la narration ainsi qu'une fraction croissante de son public. ».
Pour Louis Guichard  de Télérama, « le peu d'empressement du distributeur à expliquer le pourquoi de cette séance unique « dans toute la France » laisse donc prise à une hypothèse morose : voilà un film pour lequel le bouche-à-oreille ne serait sans doute d'aucune aide. ».